# Балет в России

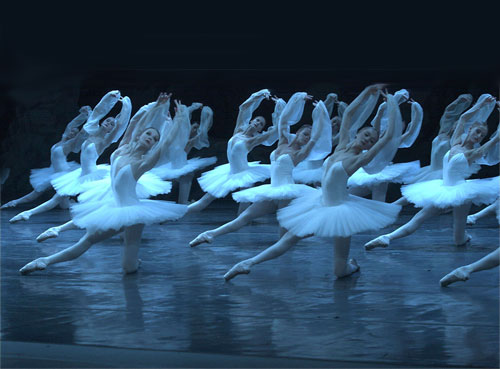
Картина теней из балета Мариуса Петипа «Баядерка»

Балет в России — музыкально-танцевальный театральный жанр, появившийся в Русском государстве в XVII веке, получивший дальнейшее развитие в драматургии, музыке, танце и сценографии и ставший одним из наиболее популярных видов сценического искусства.

## История
Первое балетное представление в России, по мнению И. Е. Забелина, состоялось на масленицу 17 февраля 1672 года при дворе царя Алексея Михайловича в подмосковном селе Преображенском. Рейтенфельс относит это представление к 8 февраля 1675 года. Постановкой балета об Орфее композитора Г. Щютца руководил Николай Лима. Перед началом спектакля на сцену вышел актёр, изображавший Орфея, и пропел немецкие куплеты, переведенные царю переводчиком, в которых превозносились прекрасные свойства души Алексея Михайловича. В это время по обе стороны Орфея стояли две украшенные транспарантами и освещенные разноцветными огнями пирамиды, которые после песни Орфея начали танцевать.

### XVIII век
При Петре I в России появляются танцы в современном значении этого слова: были введены модные в Европе менуэты, контрдансы и т. п. Император издал указ, согласно которому танцы стали основной частью придворного этикета, а дворянская молодёжь была обязана обучаться танцам.

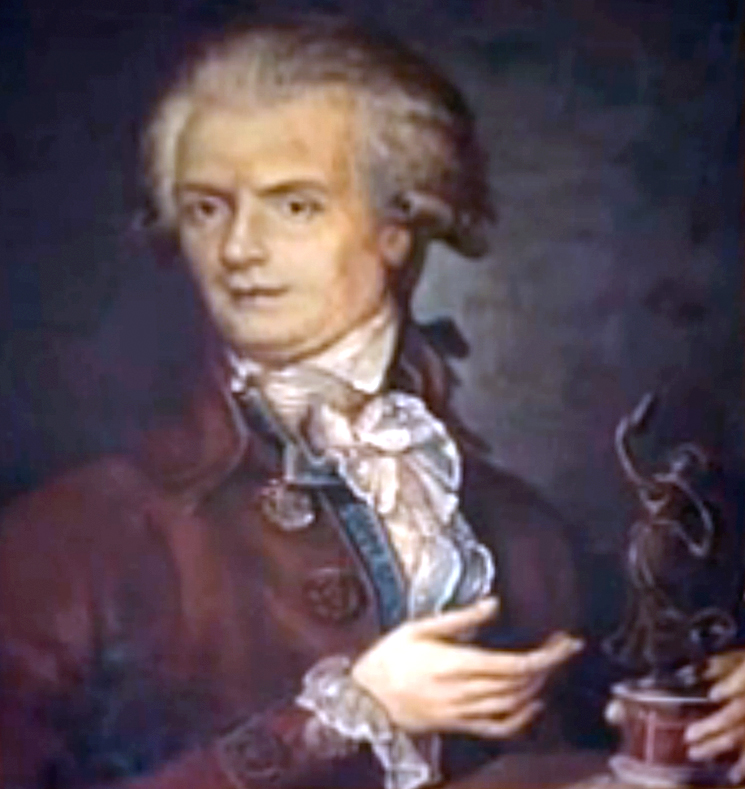
Жан Батист Ланде

В 1731 году в Петербурге был открыт Сухопутный шляхетный корпус, которому суждено было стать колыбелью русского балета. Так как выпускники корпуса в будущем должны были занимать высокие государственные должности и нуждались в знаниях светского обхождения, то изучению изящных искусств, в том числе и бального танца, в корпусе отводилось значительное место. Танцентмейстером в корпус в 1734 году был зачислен Жан Батист Ланде, который считается основоположником русского балетного искусства. Композитором в Петербург в 1735 году был приглашен Франческо Арайя, балетмейстером с 1736 года — Антонио Ринальди (Фоссано). Наиболее способным танцором был Николай Чоглоков, впоследствии камергер.
Н. В. Дризен отмечал, что когда в июне 1744 года по случаю обручения наследника престола Петра Фёдоровича давался спектакль в составе которого был балет, хроникёр посчитал нужным дать пояснение: «во французской земле балетом такое представление называют, в коем комедианты чувствования свои различными телодвижениями изображают».
4 мая 1738 года французский танцмейстер Жан Батист Ланде открыл первую в России школу балетного танца — «Танцо́вальная Ея Императорского Величества школу» (ныне Академия русского балета имени А. Я. Вагановой). В специально оборудованных комнатах Зимнего дворца Ланде начал обучение 12 русских мальчиков и девочек. Учеников набирали из детей простого происхождения. Обучение в школе было бесплатным, воспитанники находились на полном содержании. Известны имена лучших учеников первого набора школы: Аксиньи Сергеевой, Авдотьи Тимофеевой, Елизаветы Зориной, Афанасия Топоркова, Андрея Нестерова.
Дальнейшее развитие балет в России получил в царствование императрицы Елизаветы Петровны. Среди кадетов Сухопутного корпуса в танцах преуспели Никита Бекетов, Пётр Мелиссино, Пётр Свистунов и Тимофей Остервальд. Причём Бекетов, который впоследствии стал фаворитом Елизаветы, пользовался особенной благосклонностью императрицы, которая сама одевала юношу, превосходно исполнявшего женские роли. В 1742 году из учеников школы Ланде была создана первая балетная труппа, а в 1743 году её участникам начали выплачивать гонорары. Годовой бюджет труппы, не считая оркестра, составлял 33 810 рублей. 1 августа 1759 года в День тезоименитства императрицы и по случаю победы над прусскими войсками при Франкфурте был торжественно поставлен балет-драма «Прибежище добродетели», имевший огромный успех.
В правление Екатерины II балет в России приобрел ещё большую популярность и получил дальнейшее развитие. По случаю её коронации в московском дворце был дан роскошный балет «Радостное возвращение к аркадским пастухам и пастушкам богини весны», в котором участвовали знатнейшие вельможи. Известно, что в придворном театре в балетных постановках нередко танцевал наследник престола Павел Петрович. С эпохи Екатерины II в России появилась традиция крепостных балетов, когда помещики заводили у себя труппы, составленные из крепостных крестьян. Из таких балетов наибольшей славой пользовался балет помещика Нащокина.
В то время в балете, как и во всем русском искусстве, господствовало пасторально-сантиментальное направление, о чём свидетельствуют уже только названия балетных постановок тех лет. В конце XVIII века балет был тесно связан с оперными постановками, однако он не входил в действие, а показывался в антрактах. В 1766 году выписанный из Вены балетмейстер и композитор Гаспаро Анджолини добавляет к балетным постановкам русский колорит — вводит в музыкальное сопровождение балетных постановок русские мелодии, чем «удивил всех и приобрел всеобщую себе похвалу» Известно, что содержание балетной труппы в 1787 году обходилось в 40 170 рублей в год. Из известных артистов того времени наиболее знамениты Иван Вальберх, Василий Балашов, Зорина и Софья Вальбрехова.
В начале царствования Павла I балет ещё в моде. Труппа обходилась в 24 110 рублей в год. Отмечается, что на балетных постановках особое место занимали декорации Пьетро Гонзаго. С 1794 года начались постановки первого русского по национальности балетмейстера Ивана Вальберха. Интересно, что при Павле I были изданы особые правила для балета — было приказано, чтобы на сцене во время представления не было ни одного мужчины, роли мужчин танцевали Евгения Колосова и Настасья Берилова. Так продолжалось до приезда в Санкт-Петербург Огюста Пуаро.

### XIX век

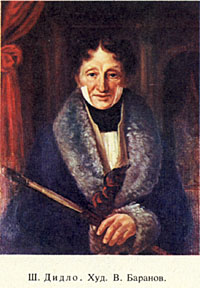
Карл Людовик Дидло

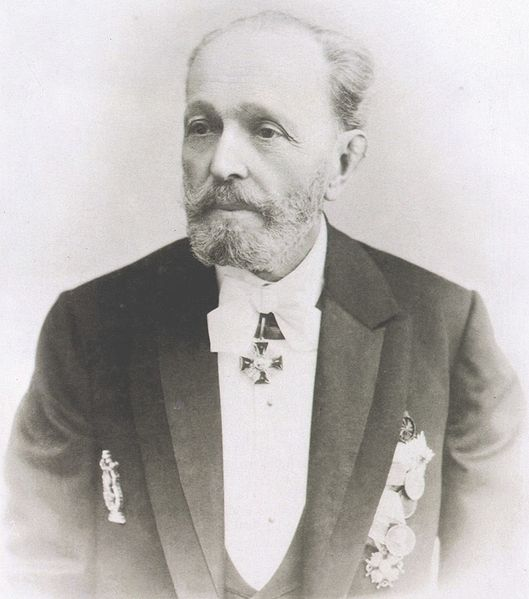
Мариус Петипа

В царствование Александра I русский балет продолжил своё развитие, достигнув новых высот. Своим успехам в это время русский балет, прежде всего, обязан приглашенному французскому балетмейстеру Карлу Дидло, прибывшему в Россию в 1801 году. Под его руководством в русском балете начали блистать такие танцовщики и танцовщицы как Мария Данилова, Евдокия Истомина, Анастасия Лихутина, Пётр Дидье, Николай Гольц, Екатерина Телешова и Вера Зубова. В это время балет в России достиг до этого небывалой популярности; Г. Р. Державин, А. С. Пушкин и А. С. Грибоедов воспевали балеты Дидло и его учениц — Истомину и Телешову.

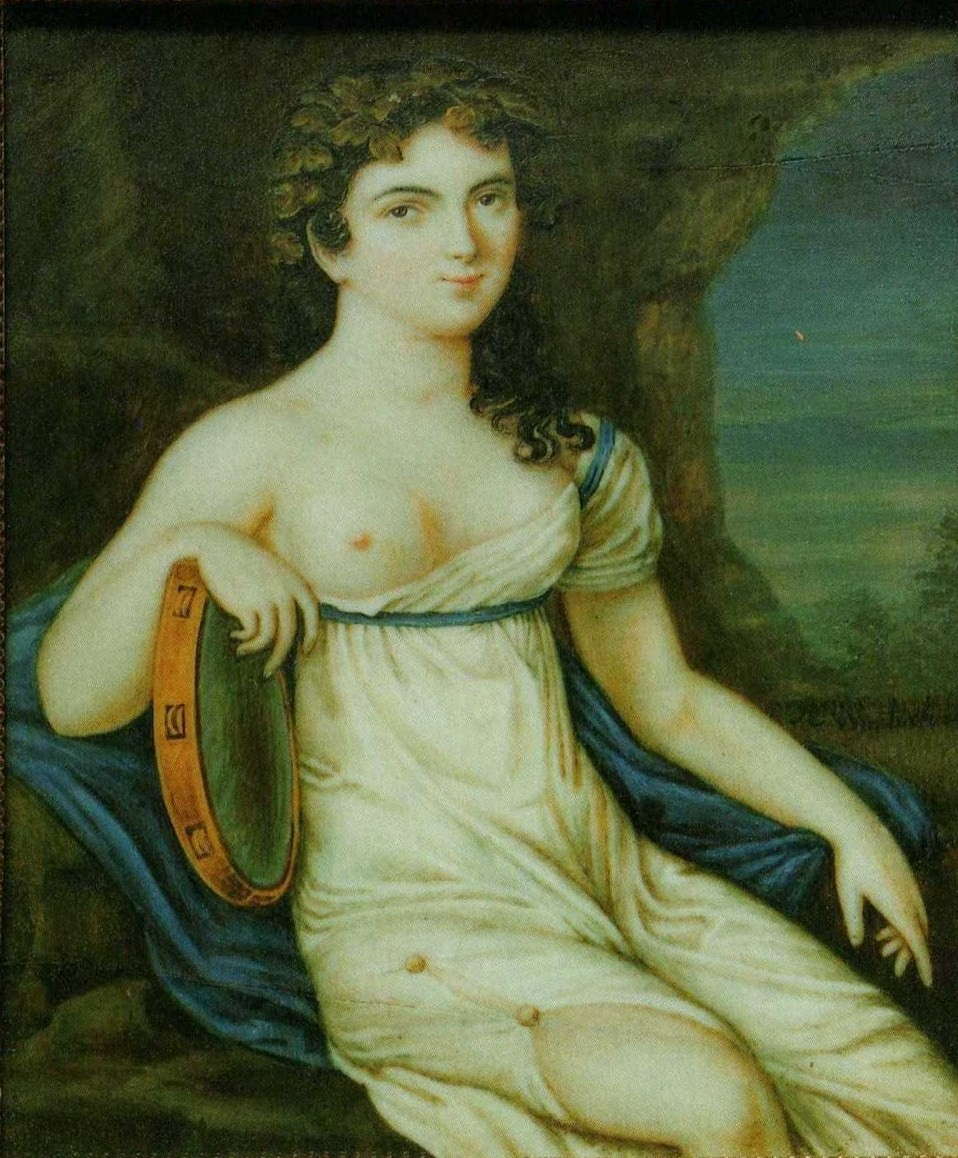
Авдотья Истомина

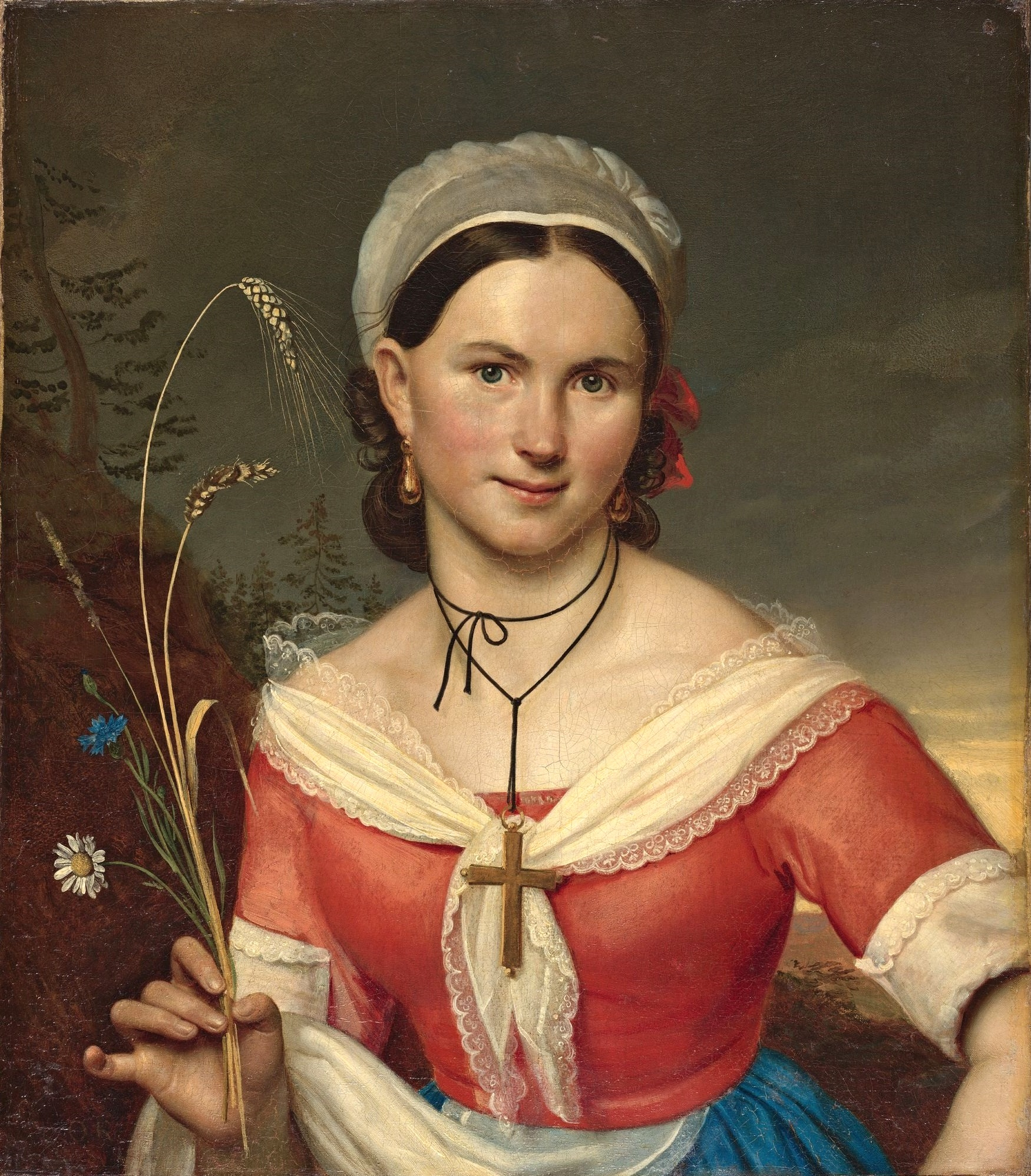
Екатерина Телешева

При Николае I русский балет продолжал блистать и благодаря Дидло занимал первенствующее место по отношению к другим видам сценического искусства. Балет поглощал все внимание театральной администрации. Император любил балетные преставления и почти не пропускал ни одного из шедших на сцене. В 1831 году Дидло из-за конфликта с директором театров князем Гагариным оставил петербургскую сцену. Его уход сильно отразился на положении балетного дела. Вскоре на петербургской сцене начала блистать звезда европейского балета Мария Тальони. Она дебютировала 6 сентября 1837 года в балете «Сильфида» и вызвала восторг публики. Такой лёгкости, такой целомудренной грации, такой необыкновенной техники и мимики ещё не показывала ни одна из танцовщиц. В 1841 году она распростилась с Петербургом, протанцевав за это время более 200 раз. В 1848 году в Петербург приехала соперница Тальони — Фанни Эльслер, знаменитая своей грацией и мимикой. Вслед за ней Петербург посетила Карлотта Гризи, которая дебютировала в 1851 году в «Жизели» и имела большой успех, показав себя первоклассной танцовщицей и прекрасной мимической актрисой. Она танцевала в Петербурге до 1853 года, когда взамен её были ангажированы сразу три прима-балерины: Луиза Флери, Роза Гиро и Габриэль Иелла. В это время балетмейстеры Огюст, Алексис Блаш, Антуан Титюс, Филипп Тальони, Жюль Перро, Мариус Петипа, Жозеф Мазилье последовательно ставили роскошные балеты и привлечением талантливых артистов старались выдвинуть балетные представления, к которым начинали охладевать благодаря итальянской опере. Среди танцовщиц того времени выделяются Анна Прихунова, Зинаида Ришар, сёстры Амосовы, Екатерина Санковская, Любовь Радина, Ольга Шлефохт, Мария Суровщикова, среди танцовщиков блестали Фредерик Малавернь, Бернар Флёри, Николай Гольц, Теодор Герино, Христиан Иогансон, Тимофей Стуколкин, Мариус Петипа, Жюль Перро, Феликс Кшесинский. Среди балетных критиков того времени был и Виссарион Белинский, отметившийся статьями о Тальони, Герино и Санковской.
В царствование Александра II в русском балете начинается выдвижение отечественных талантов. Целый ряд талантливых русских танцовщиков и танцовщиц украшали балетную сцену. Хотя в балетных постановках соблюдалась большая экономия, опытность Мариyca Петипа давала возможность и при небольших финансовых затратах ставить изящные балетные спектакли, успеху которых немало способствовали превосходные декорации художников Михаила Бочарова, Матвея Шишкова и Антония Вагнера. В этот период развития русского балета танцы берут верх над пластикой и мимикой. Балетмейстерами в этот период были: Жюль Перро (1849—1859), Артур Сен-Леон (1859—1869) и Мариус Петипа (1869—1903). Артур Сен-Леон поставил ряд балетов на сюжеты русских сказок: «Конек-Горбунок» (1864 год) и «Золотая рыбка» (1867 год), а Мариус Петипа по случаю русско-турецкой войны 1877—1878 годов поставил балет «Роксана» на славянский сюжет. Среди балерин того времени были знамениты: Надежда Богданова, Марфа Муравьёва, Мария Суровщикова-Петипа, Анна Прихунова, Александра Кеммерер, Матильда Мадаева, Клавдия Канцырева, Екатерина Вазем, Александра Вергина, Евгения Соколова, Мария Горшенкова, Варвара Никитина, Анна Иогансон, Мария Петипа. Среди артистов балета были знамениты:
Фредерик Малавернь, Христиан Иогансон, Феликс Кшесинский, Мариус Петипа, Тимофей Стуколкин, Николай Гольц, Павел Гердт, Алексей Богданов. Из иностранных балерин в Санкт-Петербурге танцевали: Фанни Черрито, Амалия Феррарис, Адель Гранцова, Гульельмина Сальвиони, Камила Стефанская.
В царствование Александра III балеты давались в Мариинском театре два раза в неделю — по средам и воскресеньям. Балетмейстером по-прежнему был Мариус Петипа. Оркестром по очереди дирижировали Алексей Папков и Рикардо Дриго. Прима-балеринами в Петербурге в этот период были: Варвара Никитина, Екатерина Вазем, Евгения Соколова, Мария Горшенкова, Мария Петипа, Александра Недремская, Жукова, Августа Оголейт, Анна Иогансон, Мария Андерсон. В это время в Петербурге гастролировали иностранные балерины Эмма Бессонэ, Элена Корнальба, Вирджиния Цукки, Карлотта Брианца, которая первой исполнила партию Авроры в балете «Спящая красавица» Петра Чайковского, Эмилия Лаус, которая исполняла характерные и мимические роли, и танцовщики Энрико Чеккетти и Альфред Бекефи. В Москве в это время балетмейстером состоял Хосе Мендес, среди балерин наиболее знамениты были Лидия Гейтен, Евдокия Калмыкова и Елена Бармина. Ведущими танцовщиками были Василий Гельцер и Николай Домашев.

### XX век

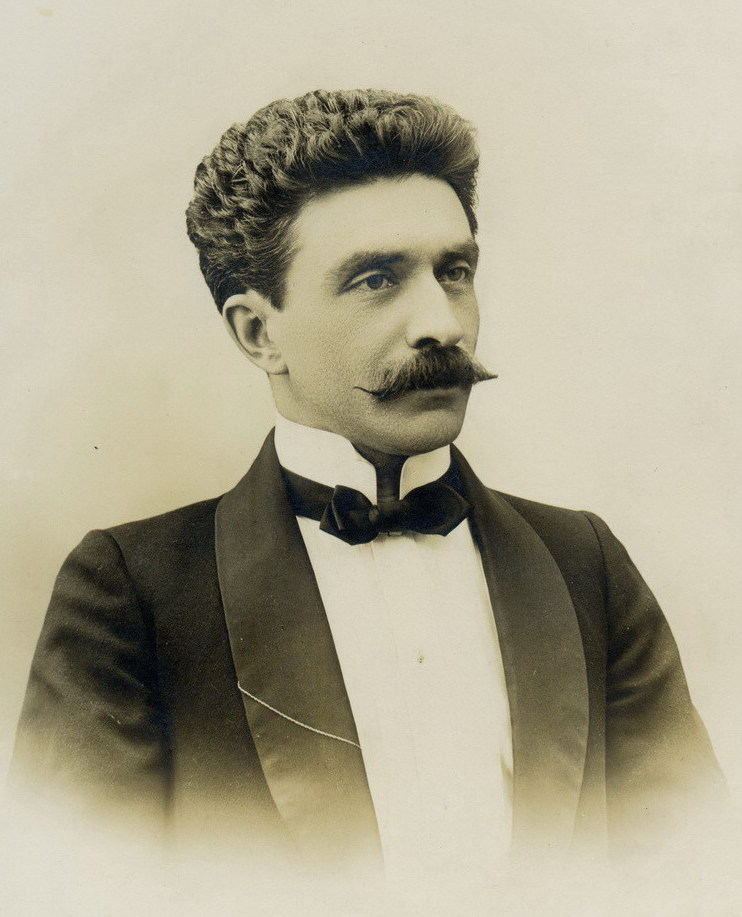
А. В. Ширяев, 1904

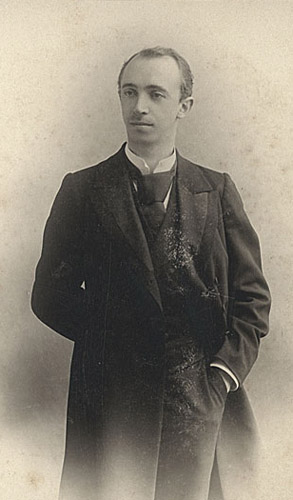
А. А. Горский, 1906

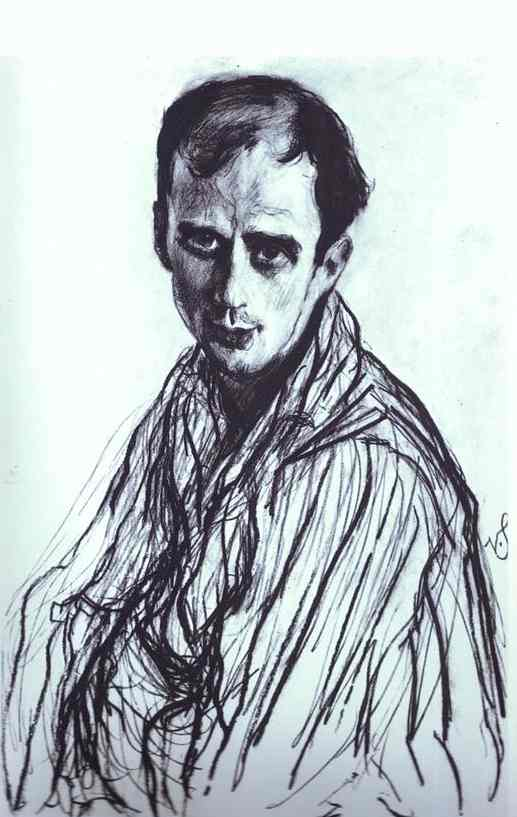
Михаил Фокин, 1909

В начале XX века хранителями академических традиций были артисты Ольга Преображенская, Матильда Кшесинская, Вера Трефилова, Ю. Н. Седова, Агриппина Ваганова, Л. Н. Егорова, Н. Г. Легат, С. К. Андрианов, Мария Кожухова, Ольга Спесивцева.
В поисках новых форм постановщик Михаил Фокин опирался на современное изобразительное искусство. Излюбленной сценической формой балетмейстера стал одноактный балет с лаконичным непрерывным действием, с чётко выраженной стилистической окраской.
Михаилу Фокину принадлежат балеты: «Павильон Армиды», 1907; «Шопениана», 1908; «Египетские ночи», 1908; «Карнавал», 1910; «Петрушка», 1911; «Половецкие пляски» в опере «Князь Игорь», 1909. В балетах Фокина прославились Тамара Карсавина, Вацлав Нижинский и Анна Павлова.
Первый акт балета «Дон Кихот», на музыку Людвига Минкуса (по мотивам балета М. Петипа) дошёл до современников в редакции Александра Горского 1900 года.
Позднее, в 1963 году был поставлен «Конек-Горбунок» (Александра Горского, возобновлённый Михайловым, Балтачеевым и Брускиным.
С 1924 года в Мариинском театре ставил спектакли Фёдор Лопухов, первой постановкой которого стал спектакль «Ночь на Лысой горе», (музыка — Модест Мусоргский); затем в 1927 году — «Ледяная дева»; 1929 — «Красный мак», совместно с Пономарёвым и Леонтьевым; 1931 — «Болт», музыка — Дмитрий Шостакович, 1944 — «Тщетная предосторожность» на музыку П. Гертеля (Ленинградский Малый оперный театр в эвакуации в Оренбурге и Ленинградский театр оперы и балета имени С. М. Кирова); 1947 — «Весенняя сказка» на музыку Б. Асафьева по материалам П. И. Чайковского (Ленинградский театр оперы и балета имени С. М. Кирова)